# Боярська міська територіальна громада
Боярська міська територіальна громада — територіальна громада в Україні, у Фастівському районі Київської області. Адміністративний центр — місто Боярка.
Площа громади — 208,15 км², населення — 50 607 осіб (2020).
Утворена 12 червня 2020 року шляхом об'єднання Боярської міської ради, Забірської, Княжицької, Малютянської, Тарасівської сільських рад Києво-Святошинського району, Дзвінківської сільської ради Васильківського району та Новосілківської сільської ради Макарівського району.

## Населені пункти
До складу громади входять 1 місто і 10 сіл:
| Населений пункт | Населення (2020) |
| --------------- | ---------------- |
| Боярка          | 35411            |
| Тарасівка       | 7310             |
| Забір'я         | 2532             |
| Малютянка       | 1789             |
| Княжичі         | 1347             |
| Жорнівка        | 834              |
| Новосілки       | 670              |
| Нове            | 555              |
| Іванків         | 460              |
| Перевіз         | 265              |
| Дзвінкове       | 104              |

## Старостинські округи
- Дзвінківський
- Жорнівський
- Забірський
- Княжицький
- Малютянський
- Новосілківський
- Тарасівський

## Інфраструктура
На території громади функціонують:
- 26 закладів освіти;
- 22 заклади культури і спорту;
- 8 закладів охорони здоров'я;
- Центр надання соціальних послуг.